# Meftah
Meftah är en ort i Algeriet.   Den ligger i provinsen Blida, i den norra delen av landet, 22 km sydost om huvudstaden Alger. Meftah ligger 78 meter över havet och antalet invånare är 59 990.
Terrängen runt Meftah är kuperad åt sydost, men åt nordväst är den platt.Runt Meftah är det tätbefolkat, med 511 invånare per kvadratkilometer. Närmaste större samhälle är Bab Ezzouar, 12,3 km norr om Meftah. Trakten runt Meftah består till största delen av jordbruksmark.